# Samsung Corby
Samsung GT-S3650, reconocido como Samsung Corby, es un teléfono móvil inteligente lanzado el 12 de febrero de 2010 por Samsung. Tiene una cámara de 2MP y una pantalla táctil de 2,8 pulgadas. 
También hay una versión del teléfono con teclado QWERTY, y otra con teclado QWERTY deslizante, Samsung B3210 y Samsung B5310, respectivamente.
Es muy útil porque es liviano y práctico. Es fácil de manejar porque sus ítems son claros.

## Características
- Cuatribanda GSM / EDGE
- Pantalla táctil TFT de 2.8 "capacitiva con resolución QVGA
- 50 MB de memoria integrada, ranura para tarjetas microSD (hasta 8 GB)
- Cámara de 2 megapíxeles de foco fijo con detección de sonrisas, QVGA con grabación de vídeo a 15fps
- Radio FM con RDS
- Servicio de reconocimiento de música
- Interfaz de usuario TouchWiz
- Redes sociales integradas con posibilidad de cargar archivos directamente
- Bluetooth 2.1 con A2DP, USB v.2.0
- Visor de documentos de Microsoft Office (.DOC, .XLS, etc) y PDF
- Desbloqueo inteligente
- Carcasas intercambiables
- Aplicaciones Java
- Contactos con imagen

## Corby en Corea del Sur
Cuando el Corby fue lanzado en Corea del Sur, Samsung cambió su especificación:
- La versión original del Bluetooth es 2.1 EDR, mientras que la versión del Bluetooth del modelo coreano se rebajó a 2.0 EDR.
- Si bien el Corby original puede usar DRM con archivos MP3, la versión coreana se limita únicamente usar DRM.
- El Corby coreano no tiene un visor de documentos de Office.
- El Corby coreano no admite tonos de llamada MP3/WAV, sólo MA5 o MMF.
- La pantalla del Corby coreano se actualiza desde un 2.8 "QVGA de 3.0" WQVGA.
- El Corby en Corea soporta televisión T-DMB.

El precio en Corea fue alto, el equivalente a 450 euros. Los modelos con los que compite principalmente son el LG GD510 y el Nokia XpressMusic.
En Corea del Sur, la banda 2PM anunció este teléfono, incluso publicó una canción titulada "My Color".